# 5392 Parker
5392 Parker eller 1986 AK är en asteroid i huvudbältet som korsar Mars omloppsbana. Den upptäcktes 12 januari 1986 av den amerikanska astronomen Carolyn S. Shoemaker vid Palomar-observatoriet. Den är uppkallad efter den amerikanske astronomen Donald C. Parker.
Asteroiden har en diameter på ungefär 7 kilometer.